# Moritz Kröplin
Moritz Kröplin (4 de abril de 1991) es un deportista alemán que compite en esgrima, especialista en la modalidad de florete. Ganó una medalla de bronce en el Campeonato Europeo de Esgrima de 2015, en la prueba por equipos.

## Palmarés internacional
| Campeonato Europeo | Campeonato Europeo | Campeonato Europeo | Campeonato Europeo  |
| Año                | Lugar              | Medalla            | Prueba              |
| ------------------ | ------------------ | ------------------ | ------------------- |
| 2015               | Montreux (Suiza)   | Medalla de bronce  | Florete por equipos |